# Ibrahim Baré Maïnassara
Ibrahim Baré Maïnassara (* 9. Mai 1949 in Maradi; † 9. April 1999 in Niamey) war ein nigrischer Offizier und Präsident des Landes.

## Leben
Die Familie Ibrahim Baré Mäinassaras stammte aus Douméga im Westen Nigers. Er begann 1970 seine Laufbahn bei den nigrischen Streitkräften und wurde 1985 zum Militärattaché bei der nigrischen Botschaft in Paris ernannt. Am 7. September 1987 wurde er als Gesundheits- und Sozialminister in die Regierung von Premierminister Hamid Algabid berufen, der er bis zum 10. März 1988 angehörte. Von 1988 bis 1990 war er Botschafter in Frankreich und von 1990 bis 1995 Botschafter in Algerien.
Ibrahim Baré Mäinassara setzte am 27. Januar 1996 durch einen Putsch den amtierenden Präsidenten Nigers Mahamane Ousmane ab. Er wurde bei den Präsidentschaftswahlen am 7. und 8. Juli 1996 als Kandidat der Nationalen Union der Unabhängigen für die demokratische Erneuerung (UNIRD) mit einer Mehrheit von 52 % der Stimmen gewählt. Weithin wird dieser Wahl aber Wahlbetrug nachgesagt. Maïnassara wurde am 7. August in sein Amt vereidigt. Am 9. April 1999 wurde er von Soldaten am Flughafen Niamey in der Hauptstadt während eines von Daouda Malam Wanké angeführten Putsches getötet. Wanké wurde daraufhin sein Nachfolger.